# Lars-Erik Rosell
Lars-Erik Rosell, né le 9 août 1944 à Nybro en Suède et mort le 7 janvier 2005 à Stockholm, est un compositeur de musique classique.

## Biographie
Lars-Erik Rosell est né le 9 août 1944 à Nybro. Il étudie l'orgue à l'École royale supérieure de musique de Stockholm entre 1962 et 1968 et continue des études de composition avec Lidholm de 1968 à 1972. Il devient professeur de contrepoint à l'École royale supérieure de musique de Stockholm en 1973.
Il est mort le 7 janvier 2005 à Stockholm.

## Œuvres
- Visiones prophetae
- I fönstrets fyrkant
- Hommage à Terry Riley für 3 Klaviere
- Naket liv, 1970
- Tillfälligt avbrott, Kammeroper, 1973
- Concerto per organo ed orchestra, 1982–1988
- Amedée, Kammeroper, 1987
- Mellan tvenne världar (2. Streichquartett), 1994–1998
- Illusionisten, Kammeroper, 1996
- Änglar, skapelsemakter, 1996
- Havets stjärna, 2004
- I ungdomen, 2005